# 那波顯宗
那波顯宗（1548年—1590年11月15日），日本戰國時代至安土桃山時代的武將。父親是那波宗俊。

## 生平
在天文17年（1548年）出生。永祿3年（1560年），在父親宗俊的居城赤石城被上杉謙信攻陷後降伏時，被當作人質送到厩橋城。而宗俊被認為是後北條氏，在所領被奪去後不久死去，那波氏的所領被賜予投向上杉氏的由良氏（橫瀨氏）。天正2年（1574年），在由良氏投向後北條氏後，上杉氏打算讓那波氏復歸舊領，不過因為赤石城是在由良氏支配之下，於是以附近的今村城為替代，在此時入城。
在謙信死後，與岳父兼厩橋城城主北條高廣一同在御館之亂中，支援上杉景虎，不過最終戰敗，此後仕於武田氏、瀧川一益（織田氏）。在本能寺之變後，與復歸上杉氏的高廣分開，跟隨後北條氏。天正11年（1583年）8月，被高廣侵攻，不過將其撃退。
天正18年（1590年），在後北條氏於小田原之役中戰敗後，再次失去所領，於是投靠上杉景勝。同年10月，以上杉軍一員的身份，在鎮壓仙北一揆中戰死。享年52歲。
次男俊廣成為安田能元的養嗣子，其他兒子的詳細不明，以後那波氏沒有活動記載，因此可見在顯宗一代斷絕。

## 外部連結
- 武家家伝＿那波氏 （页面存档备份，存于）